# Gourdon Peninsula
Gourdon Peninsula är en udde i Antarktis. Den ligger i Västantarktis. Argentina, Chile och Storbritannien gör anspråk på området.
Terrängen inåt land är kuperad västerut, men österut är den platt. Havet är nära Gourdon Peninsula åt nordost.  Trakten är obefolkad. Det finns inga samhällen i närheten.